# Ascoux
Ascoux – miejscowość i gmina we Francji, w Regionie Centralnym, w departamencie Loiret.
Według danych na rok 1990 gminę zamieszkiwało 689 osób, a gęstość zaludnienia wynosiła 102 osoby/km² (wśród 1842 gmin Regionu Centralnego Ascoux plasuje się na 552. miejscu pod względem liczby ludności, natomiast pod względem powierzchni na miejscu 1298.).